# Micrablepharus
Micrablepharus – rodzaj jaszczurek z rodziny okularkowatych (Gymnophthalmidae).

## Zasięg występowania
Rodzaj obejmuje gatunki występujące w Brazylii, Paragwaju, Boliwii i Peru. 

## Systematyka

### Etymologia
Micrablepharus:  μικρος mikros „mały”; rodzaj Ablepharus Fitzinger, 1823.

### Podział systematyczny
Do rodzaju należą następujące gatunki: 
- Micrablepharus atticolus Rodrigues, 1996
- Micrablepharus maximiliani (Reinhardt & Lütken, 1862)